# Hugo Juri
Hugo Oscar Juri (Córdoba, 2 de octubre de 1948) es un médico y docente argentino, que ejerció como ministro de Educación durante menos de un año, bajo la Presidencia de Fernando de la Rúa. Fue rector de la Universidad Nacional de Córdoba desde el año 1998 al 2000. En 2016 la Asamblea Universitaria lo eligió de nuevo de nuevo junto a Ramón Pedro Yanzi Ferreyra para un mandato de tres años. En 2019 fue reelecto para el período 2019-2022, convirtiéndose en el primer rector elegido por el voto directo de los cuatro claustros de la UNC. En 2023 fue nombrado rector de la Universidad del Sentido por el papa Francisco.

## Biografía

### Formación y trayectoria académica
Ingresó al Liceo Militar General Paz, en 1961, y egresó  en 1965 (Promoción XVII) con el título de Subteniente de Reserva del Ejército Argentino. Algunos camaradas conocidos son: Antonio María Hernández, Fernando Vaca Narvaja y Juan Schiaretti, entre otros.
Graduado de Médico Cirujano en la Universidad Nacional de Córdoba (UNC) en 1971, se doctoró en medicina en la misma Universidad en 1984. Se especializó en cirugía del cuello y cabeza en la Universidad Estatal de Nueva York, en Estados Unidos, donde también fue docente. Realizó otras especializaciones, incluyendo uno en Universidad de Harvard.
A principios de los años 1990 regresa a la Argentina, ocupando un cargo como docente interino en la Facultad de Medicina de la UNC. Allí sería designado por concurso en 1992 como profesor adjunto de la materia Informática médica. En esta facultad creó la carrera de Magíster en Administración de Salud y fue profesor de Física Biomédica.
Dirigió varios proyectos de medicina de alta complejidad, incluyendo la cirugía láser, de la que fue el máximo exponente en el país, creando el Centro Láser Córdoba, dedicado a la investigación y formación de especialistas en esa rama técnica. En 1995 fue el organizador del Congreso Mundial de Cirugía Láser.
Interesado en el desarrollo formativo de la Universidad Nacional de Córdoba, integró repetidamente su claustro de profesores. En 1993 fue elegido como decano de la Facultad de Ciencias Médicas de la UNC, cargo que asumiría al año siguiente. Había sido Secretario de Salud y Ambiente de la ciudad de Córdoba.
En 1995 asume como vicerrector de la Universidad Nacional de Córdoba, acompañando a Eduardo Staricco. Desde allí construyó un espacio político con una fracción del radicalismo, el peronismo y la derecha que le permitió llegar al rectorado de la universidad en 1997. En 1999 asumió la presidencia del Consejo Interuniversitario Nacional.

### Ministro de Educación (2000-2001)
Tras la renuncia de Llach, en septiembre de ese año, el presidente Fernando de la Rúa nombró a Juri en su reemplazo. Fue muy bien recibido por la comunidad universitaria, aunque no por ello se detuvieron las manifestaciones en contra de la política económica restrictiva que llavaba adelante el gobierno nacional.
No obstante, al asumir el nuevo Ministro de Economía de la Nación, Ricardo López Murphy, anunció nuevas medidas de ajuste económico. El día 16 de marzo, el ministro anunció al país, en una conferencia pública al país, medidas que incluían restricciones al presupuesto de educación y anunció el arancelamiento de la totalidad de la educación universitaria. El ministro Juri, que se encontraba presente, se levantó en medio de la conferencia y se dirigió al presidente, a quien presentó de inmediato su renuncia indeclinable. La crisis desatada por tales anuncios, que causó huelgas generalizadas y protestas violentas, incluyendo tomas de universidades por parte de estudiantes secundarios y universitarios, provocó la renuncia de López Murphy, solo cuatro días más tarde.

### Actividad posterior
La carrera educativa y médica de Juri continuó tras su paso por el Ministerio de Educación, y llegó a ser presidente de la Comisión Nacional para el Mejoramiento de la Educación Superior, miembro del Consejo Académico del Centro de Estudios sobre Universidad y Educación Superior, y miembro correspondiente de la Academia Nacional de Educación.
En 2016 se presentó como candidato a rector de la Universidad Nacional de Córdoba, acompañado por Pedro Yanzi Ferreyra como candidato a vicerrector. La fórmula de Juri se impuso en cuarta vuelta con 118 votos contra 107 que obtuvo Francisco Tamarit. De esta manera, la Asamblea Universitaria consagró a Hugo Juri como Rector de la UNC para el período 2016-2019. En mayo de 2019, Juri es reelecto junto a Pedro Yanzi Ferreira para el periodo 2019-2022.
Juri fue nombrado rector de la Universidad del Sentido cuando el papa Francisco instituyó la entidad como un “organismo educativo universitario civil con sede en el Estado de la Ciudad del Vaticano", a través de la emisión de un quirógrafo el 15 de agosto de 2023. La universidad es autónoma y gestionada por el Movimiento Educativo Internacional Scholas Occurrentes. Juri venía desempeñándose como rector normalizador de la Universidad del Sentido desde el 5 de junio de 2020.

## Premios y distinciones
- Premio Mejor Tesis del Año. Cirugía. Facultad de Ciencias Médicas. Universidad Nacional de Córdoba. 1985.-
- Miembro Honorario de la Sociedad de Cirugía de Cuba.
- Presidente de la Sociedad Internacional de Laser en Medicina y cirugía- Bangkok- Tailandia
- Caballero Gran Cruz de la Orden de Isabel la Católica otorgado personalmente por el rey Juan Carlos de España. Máxima condecoración civil española.